# Bermsloot
Een bermsloot is een sloot die primair functioneert als afwatering van de weg. Met name in buitengebieden wordt de afwatering van de weg niet via kolken de riolering in gebracht maar stroomt het water van de verharding af waarna het gedeeltelijk infiltreert en daarnaast in de bermsloot komt. Het kan in speciale gevallen ook uitgevoerd worden met kolken die via pvc buizen in de bermsloot komen
Een bermsloot kan daarnaast ook gevoed worden door andere waterlopen en zelf ook weer in een grotere waterloop uitkomen. De waterstand in een bermsloot wordt ook voor een belangrijk deel bepaald door de grondwaterstand en de bodemopbouw in de directe nabijheid van de sloot.